# 保皮西
保皮西（義大利語：Paupisi），是意大利贝内文托省的一个市镇。总面积9平方公里，人口1527人，人口密度169.7人/平方公里（2009年）。ISTAT代码为062049。